# Springfield (Flórida)
Springfield é uma cidade localizada no estado americano da Flórida, no condado de Bay. Foi incorporada em 1935.

## Geografia
De acordo com o United States Census Bureau, a cidade tem uma área de 11,8 km², onde 11,2 km² estão cobertos por terra e 0,6 km² por água.

### Localidades na vizinhança
O diagrama seguinte representa as localidades num raio de 16 km ao redor de Springfield.

## Demografia
Segundo o censo nacional de 2010, a sua população é de 8 903 habitantes e sua densidade populacional é de 793,9 hab/km². Possui 4 238 residências, que resulta em uma densidade de 377,9 residências/km².